# Cronaca del Fuscolillo
Cronaca del Fuscolillo è il nome attribuito, per tradizione, a un insieme eterogeneo di materiali di interesse storiografico e linguistico, quasi interamente in napoletano, in parte risultato di una scrittura originale, in parte frutto di compilazione di altri testi.
Si deve all'opera di un canonico altrimenti sconosciuto, vissuto a metà del Cinquecento, Gasparo (o Gasparro) Fuscolillo, detto anche Gaspare secondo il nome erroneamente riportato nell'edizione parziale che della cronaca diede lo storico Bartolommeo Capasso.
La silloge del Fuscolillo è composta da tre libri, scritti quasi interamente in volgare napoletano (salvo l'occasionale comparsa di un latino alquanto corrotto), preceduti da un'epitome di storia del Regno di Napoli in lingua latina. La compilazione contiene materiali eterogenei: in parte si compone di annotazioni di carattere cronachistico/annalistico, vergate di propria mano dal canonico e relative all'epoca in cui egli visse (intorno alla metà del Cinquecento), in parte è un repertorio di notizie raccolte dall'autore su un ampio arco di tempo relativo a epoche precedenti, in parte è una riproduzione di una narrazione storiografica scritta da altri in epoca anteriore (la Cronaca che figura nella parte iniziale del primo libro, opera di autore ignoto fiorito tra fine Quattrocento e inizio Cinquecento, o la parte attinta dalla Breve Informazione di Bartolomeo Caracciolo, inserita all'inizio del terzo libro).

## Autore

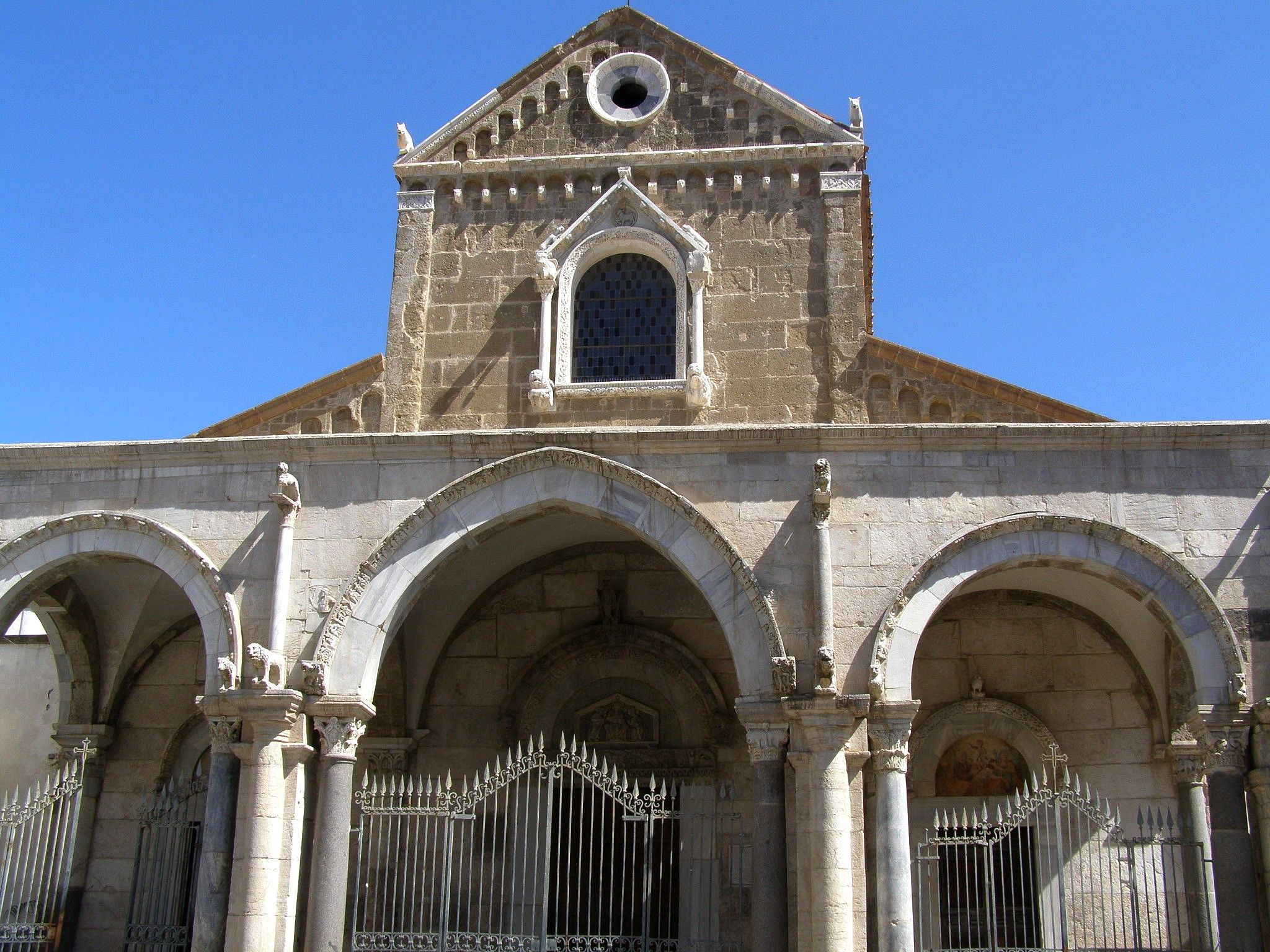
Cattedrale di Sessa Aurunca: prospetto frontale e porticato

Poche sono le notizie su di lui: in assenza o nel silenzio totale dei documenti, l'unica fonte biografica rimane la sua stessa cronaca, da cui si sa che fosse figlio di Giovanni (Ioanni Fusculillu) e di Maria.
Era inoltre canonico del capitolo della cattedrale di Sessa Aurunca.
Potrebbe aver iniziato la sua raccolta di informazioni già nel 1531, mentre è possibile che la redazione della sua opera sia iniziata dall'estate del 1546.
Di sicuro non era più in vita nel 1581, dal momento che il suo nome è assente dal Registro ed elenco dei canonici della cattedrale di Sessa dal 1581.
La sua formazione culturale appare quello di un semicolto, come mostra l'uso linguistico, alcune sviste o banalizzazioni di dati storico-geografici, la sua scarsa dimestichezza con il latino, incerto e corrotto.

## Testimone
La Cronaca è tramandata da un unico testimone, il ms. xxvii d 10, da considerarsi autografo (o parzialmente autografo).
Si tratta di un codice cartaceo, con rilegatura membranacea moderna, dal titolo Cronache de li antiqui ri del regno di Napoli. Il codice fu acquisito da Bartolommeo Capasso nell'Ottocento, divenendo poi proprietà della Società napoletana di storia patria, che ne ha la custodia.

## Edizioni
Una prima edizione dell'opera del Fuscolillo si deve proprio a Bartolommeo Capasso, che nel 1876 la pubblicò, in maniera parziale, in «Archivio storico per le province napoletane». Oltre 120 anni dopo e grazie alla studiosa Nadia Ciampaglia, del codice è stata data una nuova e completa edizione critica, dapprima realizzata, nel 1997, nell'ambito di una tesi di dottorato, poi confluita in una pubblicazione del 2008, realizzata con gli auspici dell'Istituto Storico Italiano per il Medio Evo, e inserita all'interno della collana collana editoriale «Testis temporum: Fonti e studio sul medioevo dell'Italia centrale e meridionale», curata da Fulvio Delle Donne per la casa editrice Nuovi Segnali.

## Struttura e contenuti dell'opera

### Suddivisione
L'opera è suddivisa come segue:
- Sommario Latino: la scrittura iniziale è l'unica parte interamente in latino. Contiene una sommaria storia del Regno di Napoli, fatta di notizie ben note dai regni pre-normanni alla conquista normanna della Sicilia da parte di Roberto il Guiscardo, fino all'epoca Hohenstaufen, da Federico II di Svevia fino all'epilogo di Manfredi nella battaglia di Benevento, con un accenno finale alle vicende della rivolta siciliana del Vespro contro Carlo d'Angiò e la "consegna" del Regno di Sicilia nelle mani di Pietro III d'Aragona[14]. Secondo Capasso, questo sommario latino, è anche la fonte della Breve Informazione di Bartolomeo Caracciolo[15], previa traduzione e ampliamento.
- Primo libro: raccoglie notizie storiche, essenzialmente concentrate su Napoli. L'arco di tempo a cui sono riferite, a parte qualche notizia precedente o successiva, va dal 1432 al 1507, mentre il nucleo è costituito da una cronaca riportata dal Fuscolillo, proveniente da un autore anonimo fiorito essenzialmente negli ultimi decenni del XV secolo e nei primi anni del XVI[16].
- Secondo libro: raccoglie notizie sulle vicende di Sessa Aurunca, riguardanti il Quattrocento e il Cinquecento.
- Terzo libro: inizia con un pezzo tratto e adattato dalla Breve Informazione, una scrittura attribuita al trecentesco Bartolomeo Caracciolo[17]. Essa è seguita da una cronaca che giunge fino all'anno 1463, importante anche perché riporta notizie senza riscontro in altre fonti.

Questa natura eterogenea riflette anche il fatto che l'opera era parte di un piano di scrittura più ampio: è l'autore stesso a informarci che i materiali così raccolti trovavano un complemento in altri suoi libri, oltre che in appunti tenuti in forma sparsa e non organicamente raccolti in un libro.
Doveva trattarsi comunque di materiale facilmente accessibile a chi lo desiderasse, visto il fatto di come il Fuscolillo avverta il lettore sulla possibilità di reperire in tali fonti quello che non avesse trovato nel manoscritto.
Una caratteristica singolare dell'opera è che essa si presenti come una «struttura 'aperta'» ai contributi di altri e «potenzialmente a 'più mani', [struttura] tipica dei libri di memoria».
I contributi estranei sono riconoscibili dalla diversa mano ma anche dal fatto che il Fuscolillo si premuri sempre di indicare la provenienza da altri di alcuni inserimenti, perfino quello irrilevante dovuto alla mano di una bambina, Vittoria della Preta (figlia di un certo Cola della Preta), che il 2 agosto 1569, senza l'autorizzazione del canonico, ritenne di registrarvi un fatto che i suoi occhi infantili giudicavano degno di nota, la gioia di aver scovato una «bellissima fravola» (fragola) nell'orto dello stesso canonico. In quell'occasione, forse anche per delicatezza nei confronti dell'autrice dell'annotazione, il canonico non interviene a censurare la notizia, ma si limita a indicarne la provenienza dalla bambina Vittoria e la futilità.
Ben diverso è il trattamento che riserva ad alcune delle integrazioni effettuate da Cristofano Grimaldo, funzionario genovese incaricato dell'esazione della gabella della "grassa", venuto a Sessa dal 26 luglio 1556 e a cui il libro era stato prestato nel 1571. La reazione del Fuscolillo alle correzioni inserite dal Grimaldo fu così stizzita da spingerlo a ripristinare di getto anche lo status quo ante di una sacrosanta emendazione di una palese inutile ripetizione, un errore frettoloso che costrinse poi il canonico, una volta avvedutosene, a emendare la sua stessa emendazione.

### Titolo
Il titolo attribuito dal Capasso nella sua edizione fu Le Cronache de li antiqui Ri del Regno di Napoli, che riprende l'incipit del primo dei tre libri, quello che contiene appunto la scrittura Cronaca de li antiqui ri, una cronaca anonima redatta alla fine del Quattrocento, e raccolta dal Fuscolillo nella sua opera.
Data l'eterogeneità del contenuto, la titolatura di Capasso si rivela una scelta editoriale in parte riduttiva e fuorviante: essa, infatti, nel rimandare alla storia dei re di Napoli, rischia di distrarre l'attenzione da un'intera sezione di contenuti interessantissimi che non hanno attinenza con il titolo. Si tratta della raccolta di notizie minute, annotate dallo stesso Fuscolillo, riguardanti una serie di vicende di Sessa Aurunca nel periodo 1546-1571, pur sullo sfondo di avvenimenti più generali del Regno e dell'intera epoca (il passaggio dell'imperatore Carlo V a Sessa, il 24 marzo 1536, di ritorno da Tunisi, un brano in latino dal resoconto della prima sessione del concilio di Trento, annotato nel 1546, ecc.).

### Excursus storico
Il contenuto della redazione del Fuscolillo abbraccia orizzonti storici diversi: da un lato procede cronologicamente, con una visuale rivolta ai macroeventi della storia del regno, dall'altro la prospettiva si modifica con il procedere in avanti, verso la sua epoca. In questo modo, sullo sfondo delle vicende generali del regno di Napoli, narrate a partire dall'epoca pre-normanna, l'attenzione tende ad appuntarsi progressivamente sempre più sulla microstoria: accanto a eventi e personaggi della "grande storia", fa il suo ingresso la storia locale, con i suoi piccoli e oscuri protagonisti, accanto ai grandi personaggi si affaccia una platea di figure più dimesse in cui trovano posto "religiosi, ufficiali, soldati, maestri di scuola".

## Valore linguistico
La cronaca è scritta in un registro linguistico molto prossimo alla tradizione orale: la narrazione viene trasfusa in parola scritta allo stesso modo in cui la si elabora col pensiero, in una forma di oralità fissata su carta, in presa diretta, senza adesione a modelli di scrittura estrinseci, senza artificio letterario, senza la mediazione di una lingua e di uno stile "colto". La dimensione semicolta è tradita anche dal modo incerto e corrotto di padroneggiare il latino, nelle rare occasioni in cui egli se ne serve.
Considerata sotto il profilo linguistico, quale manifestazione ingenua di una letteratura semicolta, l'opera del Fuscolillo riveste un notevole interesse, prestandosi come materiale per ricerche sulla evoluzione diacronica della lingua italiana, sul lessico e sulla sintassi della comunicazione orale, le cui fonti, per la loro stessa dimensione non scritta, sono estremamente rare. Come tale è stata valorizzata in Paolo D'Achille, Sintassi del parlato e tradizione scritta della lingua italiana. Analisi di testi dalle origini al secolo XVIII (1990) e prima ancora in Francesco Sabatini, Prospettive sul parlato nella storia linguistica italiana (con una lettura dell'Epistola napoletana del Boccaccio) (1983).

## Valore storiografico
Nell'"immediatezza" ingenua della scrittura, risiede anche il maggior profilo di interesse dell'opera, quando se ne consideri lo spessore di fonte storiografica: essa offre infatti una visione della storia agli occhi di un suo osservatore esterno e decentrato, immerso nel suo ambiente provinciale, lontano dalla dimensione totalizzante della capitale del regno, un pregio che il Capasso aveva già avvertito e messo adeguatamente in risalto.
L'autore si è reso protagonista di un lavoro minuzioso fino alla pedanteria, con continui perfezionamenti, l'inserimento di frequentissimi rimandi interni ad altre parti del testo allo scopo di orientare e agevolare la comprensione del lettore.

## Fonti utilizzate
Per le notizie relative a epoche precedenti, l'autore attinse a fonti anteriori, incorrendo a volte in sviste e scorsi di penna. Tra queste fonti, secondo il Capasso, vi era il Chronicon Suessanum, sopravvissuto mutilo, ma di cui Fuscolillo, forse, poteva disporre nella sua interezza. Ma Fuscolillo riporta anche notizie ignote alla parte preservatasi del Chronicon Suessanum e questo, secondo un'ipotesi del Capasso, rivela l'esistenza di una fonte autonoma dalla quale attingere, in forma di qualche calendario, o memoriale, tenuto dalla Chiesa di Sessa Aurunca.
La raccolta di notizie e materiali utili alla sua opera doveva essere probabilmente già iniziata nel 1531: in quell'anno infatti, trovandosi a Napoli, Fuscolillo si procura copia di un bando sul valore delle monete, emesso in quello stesso anno.
Il manoscritto avrebbe iniziato a prendere forma, secondo indicazioni desumibili dall'esame del codice anche su base paleografica, dopo il 17 agosto 1546.